# Mięsień podłużny górny
Mięsień podłużny górny (łac. musculus longitudinalis superior) – w anatomii człowieka jeden z mięśni wewnętrznych języka. Biegnie na powierzchni górnej i bocznej języka od wierzchołka do nasady, przyczepiając się do rozcięgna języka. Jest nieparzysty, nie dochodzi do niego i nie przedziela go przegroda języka. W kierunku powierzchni dolnej języka przedłuża się w mięsień podłużny dolny.  Mięsień podłużny górny skraca i poszerza język, a także unosi jego koniec. Otrzymuje włókna ruchowe od nerwu podjęzykowego.